# Zygmunt Berling

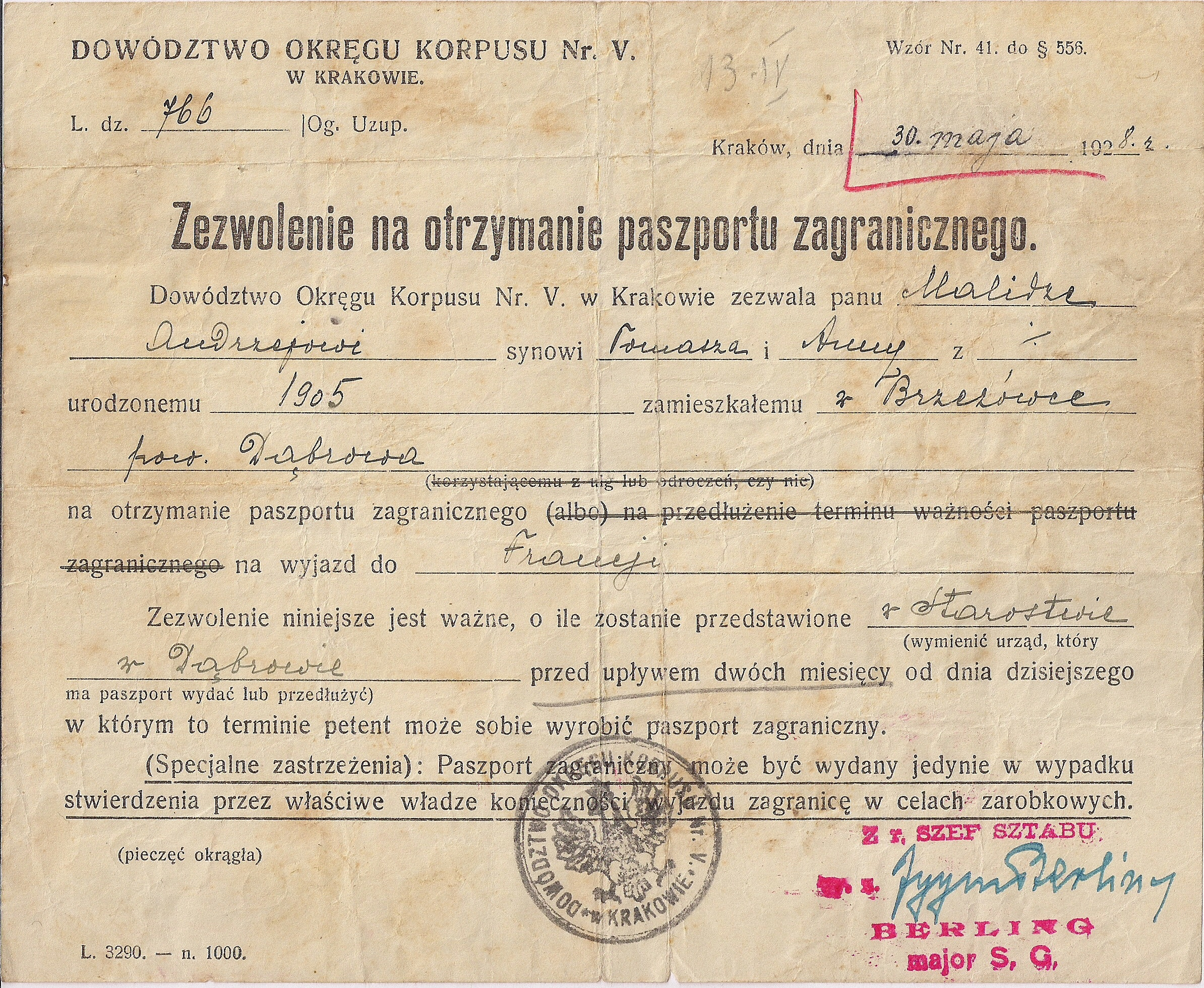
Dokument Dowództwa Okręgu Korpusu Nr V w Krakowie z 1928 podpisany przez Zygmunta Berlinga

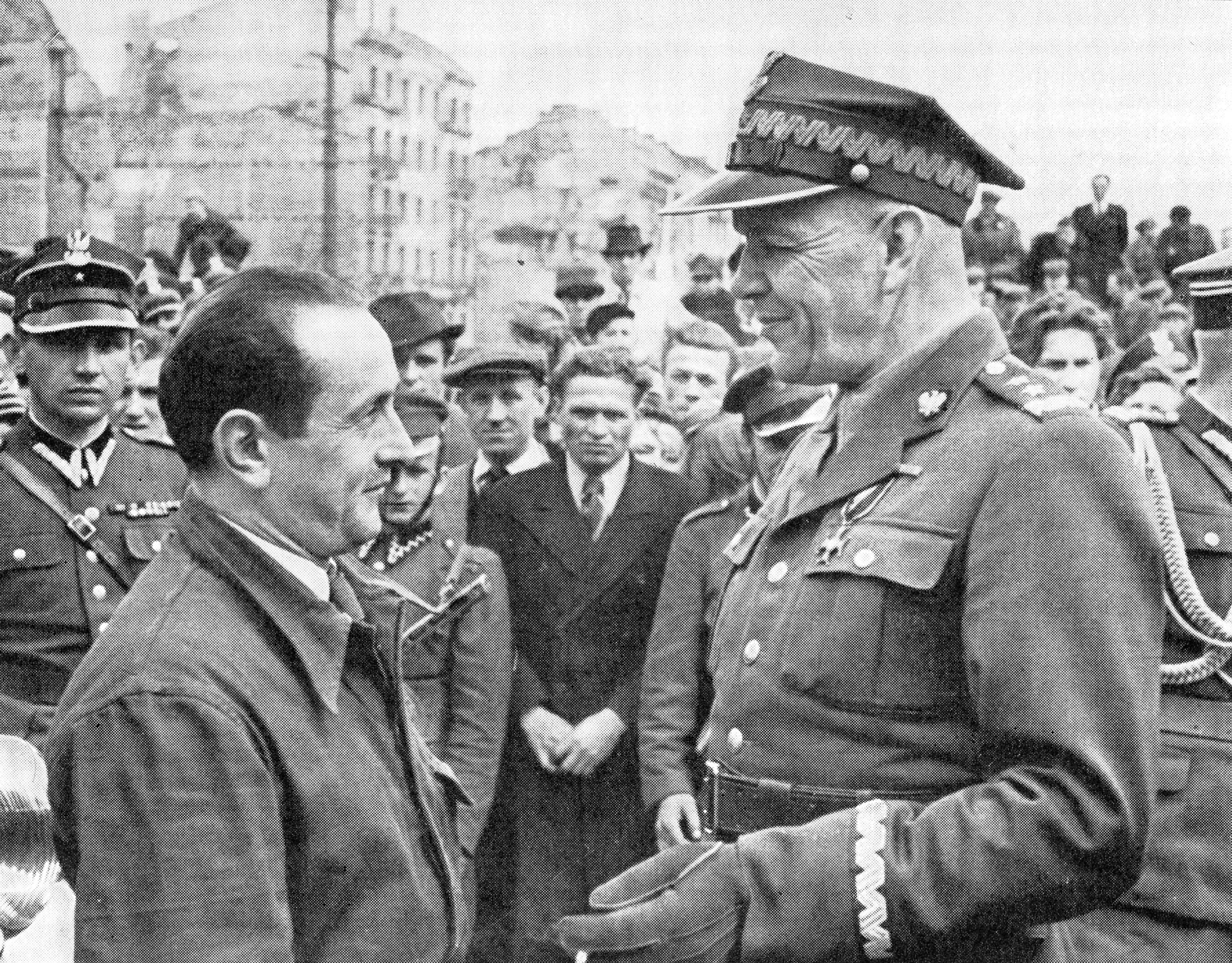
W rozmowie z Władysławem Forbertem, 1947

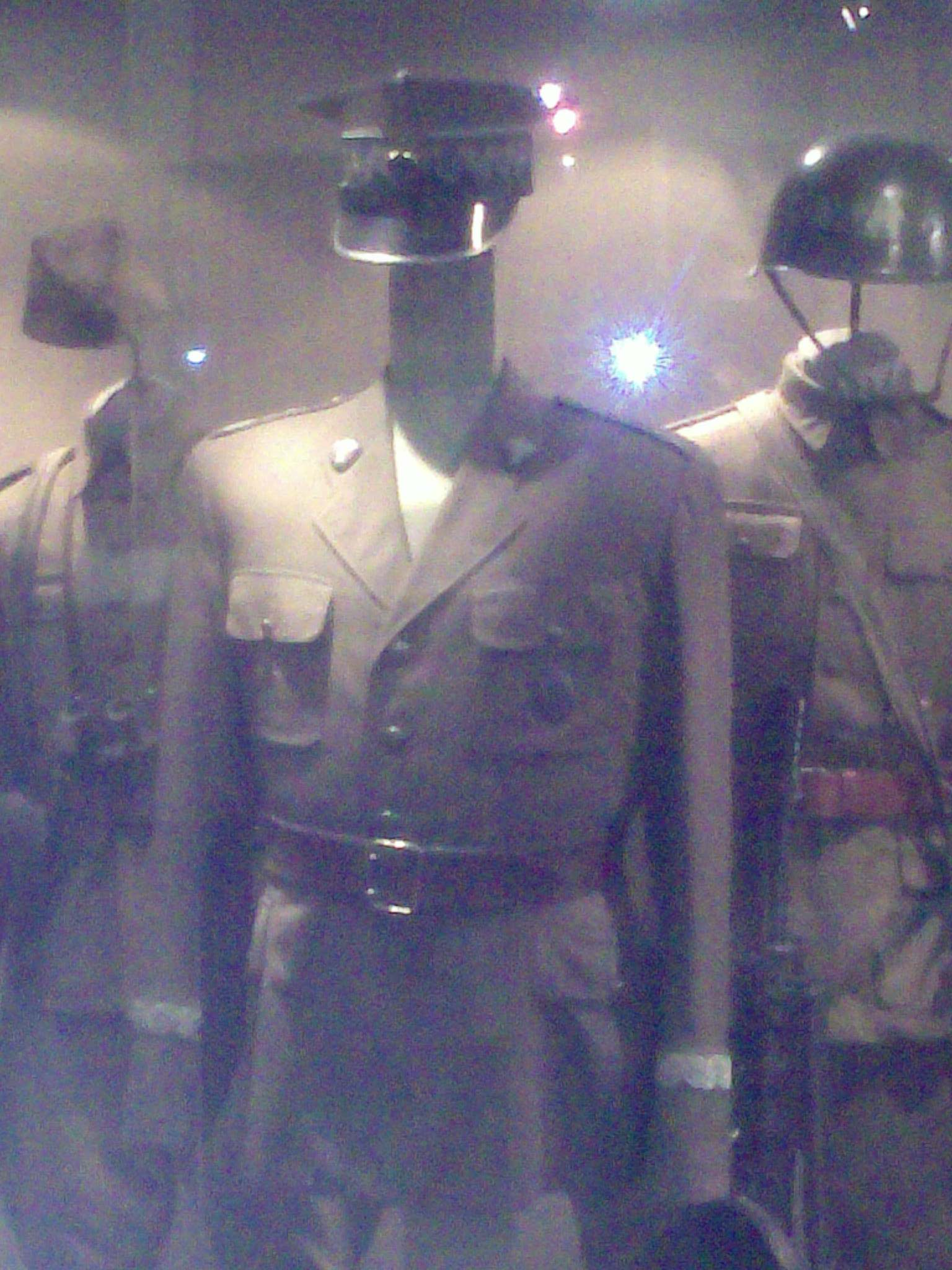
Mundur generała Zygmunta Berlinga w zbiorach Muzeum Wojska Polskiego w Warszawie

Zygmunt Henryk Berling (ur. 27 kwietnia 1896 w Limanowej, zm. 11 lipca 1980 według różnych źródeł w Konstancinie-Jeziornie lub w Warszawie) – polski wojskowy i polityk, z wykształcenia prawnik. Podpułkownik piechoty Wojska Polskiego (II RP), generał broni Wojska Polskiego (ludowego), dowódca 1 Dywizji Piechoty im. Tadeusza Kościuszki i 1 Armii WP, zastępca Naczelnego Dowódcy WP. Komendant Akademii Sztabu Generalnego (1947, 1948–1953). Wiceminister leśnictwa (1957–1970), prezes Naczelnej Rady Łowieckiej Polskiego Związku Łowieckiego (1957–1959). Poseł do Krajowej Rady Narodowej (1943–1947). Kawaler Orderu Virtuti Militari za wojnę polsko-bolszewicką, Budowniczy Polski Ludowej.

## Życiorys

### Młodość
Syn Michała i Aurelii z domu Russek. W literaturze i dokumentach istnieją rozbieżności co do daty, miejsca jego urodzenia, pochodzenia oraz wyznania. W części opracowań jako miejsce urodzenia podawana jest Limanowa, według innych wieś Dąbrówka Niemiecka. Część badaczy wskazuje na niemieckie lub szwedzkie korzenie rodziny Berlingów oraz jej przynależność do kościoła kalwińskiego. Sam podawał w młodości w ankietach szkolnych jako swoją przynależność wyznaniową judaizm. W „Roczniku Oficerskim 1928” podano datę urodzenia 29 kwietnia 1896, a w „Roczniku Oficerskim 1932” podano datę urodzenia 27 kwietnia 1896.
Miał piątkę rodzeństwa: braci Henryka, Mariana i Adama oraz siostry Wandę i Emilię. Henryk, wówczas 4 p.p. Legionów, 29 sierpnia 1927 będąc na przepustce popełnił samobójstwo w rodzinnym domu.
Od 1904 uczęszczał do szkoły powszechnej, a później do II Gimnazjum w Nowym Sączu, w którym 2 lipca 1915 zdał maturę. W okresie nauki w szkole wstąpił do organizacji „Filarecja”. Od 1913 był członkiem Związku Strzeleckiego, gdzie odbył pierwsze przeszkolenie wojskowe.

### I wojna światowa
Po wybuchu I wojny światowej, we wrześniu 1914 zaciągnął się jako ochotnik do Legionów Polskich, ps. „Żuk”. Początkowo służył w szeregach 2 pp w składzie II Brygady Legionów. Pełnił funkcję zastępcy dowódcy plutonu, brał udział w kampanii karpackiej. Odniósł rany w bitwach pod Mołotkowem oraz pod Rafajłową. Po odbyciu leczenia szpitalnego w stopniu sierżanta pełnił stanowisko szefa kompanii etapowej. Następnie został przydzielony do 4 pp w składzie III Brygady. W sierpniu 1915 ukończył szkołę oficerską i został mianowany chorążym. Dowodził plutonem, pełnił obowiązki dowódcy 9 kompanii. W listopadzie 1916 awansowany na stopień podporucznika. Podczas tzw. kryzysu przysięgowego nie został internowany, wszedł natomiast w skład Polskiego Korpusu Posiłkowego, gdzie został dowódcą kompanii w batalionie uzupełniającym. Po bitwie pod Rarańczą, w lutym 1918 został internowany w obozie w Dułowie (węg. Dulfalva) na Zakarpaciu. Zwolniony w kwietniu 1918. Następnie do listopada 1918 służył w armii austro-węgierskiej.

### Dwudziestolecie międzywojenne
W listopadzie 1918 został przyjęty do Wojska Polskiego i przydzielony do odtworzonego 4 pułku piechoty Legionów, gdzie został dowódcą kompanii marszowej w stopniu porucznika. Od stycznia 1919 uczestniczył w walkach o Lwów i Gródek Jagielloński przeciw Ukraińcom. W lutym 1920 awansowany do stopnia kapitana. Podczas wojny polsko-bolszewickiej odznaczył się w obronie Lwowa przed Armią Czerwoną.
Studiował z przerwami na Wydziale Prawa Uniwersytetu Jagiellońskiego. W listopadzie 1921 uzyskał na nim absolutorium.
3 maja 1922 został zweryfikowany w stopniu kapitana ze starszeństwem z dniem 1 czerwca 1919 roku i 263. lokatą w korpusie oficerów piechoty, a jego oddziałem macierzystym był nadal 4 pułk piechoty Legionów. 17 lipca 1922 odznaczono go orderem wojskowym „Virtuti Militari" V klasy. 22 lipca 1922 został zatwierdzony na stanowisku pełniącego obowiązki dowódcy III batalionu 59 pp w Inowrocławiu. W latach 1923–1925 był słuchaczem Kursu Normalnego Wyższej Szkoły Wojennej w Warszawie i w tym czasie pozostawał oficerem nadetatowym 59 pp. 31 marca 1924 został mianowany majorem ze starszeństwem z dniem 1 lipca 1923 roku i 83. lokatą w korpusie oficerów piechoty. Z dniem 1 października 1925, po ukończeniu kursu i uzyskaniu dyplomu naukowego oficera Sztabu Generalnego, został przeniesiony do dowództwa 15 Dywizji Piechoty w Bydgoszczy na stanowisko szefa sztabu. Podczas przewrotu majowego opowiedział się po stronie wojsk Józefa Piłsudskiego. W lutym 1927 został wyznaczony na stanowisko szefa Oddziału Ogólnego Sztabu Dowództwa Okręgu Korpusu Nr V w Krakowie. Z dniem 1 stycznia 1930 został mianowany szefem wydziału w Biurze Ogólno-Organizacyjnym Ministerstwa Spraw Wojskowych w Warszawie. 2 grudnia 1930 został mianowany podpułkownikiem ze starszeństwem z dniem 1 stycznia 1931 roku i 11. lokatą w korpusie oficerów piechoty. W styczniu 1931 powrócił do Dowództwa Okręgu Korpusu Nr V w Krakowie na stanowisko szefa sztabu. Jesienią 1932 został zastępcą dowódcy 6 pułku piechoty Legionów w Wilnie. W okresie od 13 listopada 1935 do 2 kwietnia 1937 dowodził tym oddziałem. Wiosną 1937 został przeniesiony na stanowisko dowódcy 4 pułku piechoty Legionów w Kielcach. W marcu 1939 został zwolniony z zajmowanego stanowiska i przeniesiony do dyspozycji dowódcy Okręgu Korpusu Nr X z pozostawieniem w garnizonie Kielce i zachowaniem dodatku służbowego. Przed odejściem z pułku, 16 marca, pożegnał żołnierzy wyznaczonych do składu załogi Wojskowej Składnicy Tranzytowej na Westerplatte.
W styczniu 1939 płk Stefan Rowecki wystawił Berlingowi pochlebną opinię służbową, przedstawiając do awansu na pułkownika. Jednakże po upływie dwóch miesięcy zmienił diametralnie swoją pozycję. Z dniem 31 lipca 1939 Zygmunt Berling przeniesiony został w stan spoczynku. Nie do końca są jasne okoliczności odejścia Berlinga z wojska. Jedna z nich wskazuje na daleko posunięte zaniedbania służbowe. Stefan Rowecki w swoim pamiętniku pod datą Kwiecień 1939 wymienia bowiem wśród swoich prac: „moje uwagi i nacisk na najbardziej zaniedbany w dywizji 4 pułk piechoty, doprowadzające do zmiany dowódcy pułku podpułkownika Berlinga i zastępcy dowódcy, podpułkownika Ciechanowicza”. Inna wersja mówi, że Berling odszedł z wojska na własną prośbę w czerwcu 1939 po wyroku sądu honorowego dotyczącego sprawy jego rozwodu z drugą żoną (oficerski sąd honorowy uznał jego postępowanie za wyłudzenie majątku żony i zachowanie niegodne honoru oficera). Od 1 lipca 1939 odbywał praktykę w Państwowym Instytucie Rozrachunkowym w Warszawie.

### II wojna światowa
Kampanię wrześniową 1939 spędził bez przydziału, pomimo kilkakrotnych próśb skierowanych do władz wojskowych nie został zmobilizowany. Wyjechał do Brześcia, a następnie przyjechał do Wilna. Po agresji ZSRR na Polskę, jeszcze przed przekazaniem miasta przez Armię Czerwoną Litwie, 4 października 1939 został aresztowany przez funkcjonariuszy NKWD. Do 1940 więziony był w obozie w Starobielsku. Przebywając tam zdecydował się na współpracę z NKWD. Wskutek tej decyzji udało mu się uniknąć egzekucji z rąk NKWD w czasie zbrodni katyńskiej. W trakcie likwidacji obozu starobielskiego został wywieziony do obozu Pawliszczew Bor. Następnie był przetrzymywany w obozie jenieckim NKWD w Griazowcu. Następnie po przyjęciu obywatelstwa ZSRR w listopadzie 1940 został skierowany wraz z grupą oficerów Wojska Polskiego deklarujących chęć wspierania ZSRR do willi NKWD w Małachowce pod Moskwą, gdzie pomagał w ich weryfikacji, badaniu prawdziwego stosunku do ZSRR, a następnie selekcji pod kątem przydatności do służby w Armii Czerwonej, w której planowano utworzyć polską dywizję. Był współautorem deklaracji lojalności przesłanej na ręce Józefa Stalina w marcu 1941.
Po ataku Niemiec na ZSRR, Zygmunt Berling wraz z grupą 12 oficerów Wojska Polskiego, jeńców polskich w niewoli sowieckiej, skierował sześciopunktowy manifest do szefa NKWD Ławrientija Berii, w którym zadeklarował chęć walki z III Rzeszą u boku ZSRR dla odbudowy Polski jako republiki sowieckiej w ramach ZSRR. Po układzie Sikorski-Majski wstąpił do formowanej Armii Polskiej w ZSRR, pod dowództwem gen. Władysława Andersa. Jednocześnie został oddelegowany przez NKWD do tej armii, w celu agenturalnego rozpoznania „roboty antysowieckiej”. Przez gen. Andersa został mianowany szefem sztabu 5 Dywizji Piechoty w stopniu podpułkownika, a następnie szefem bazy ewakuacyjno-zaopatrzeniowej w Krasnowodzku. Był zwolennikiem pozostania oddziałów Wojska Polskiego w ZSRR i udziału w walkach na froncie wschodnim.
Po ewakuacji Armii Polskiej na Wschodzie do Iranu pozostał w ZSRR, co uznane zostało za dezercję, za którą został zdegradowany i wydalony z WP rozkazem gen. Władysława Andersa nr 36 z 20 kwietnia 1943. Wojskowy Sąd Polowy skazał go 26 lipca 1943 zaocznie na karę śmierci jako dezertera. W orzeczeniu sąd uznał, że oskarżeni zbiegli z szeregów Armii Polskiej zdaniem sądu po to, by wstąpić do Armii Sowieckiej, a więc do służby państwa, którego jednym z celów politycznych jest pozbawienie bytu niepodległego Państwa Polskiego przez wcielenie jego ziem do ZSRR i dlatego skazał oskarżonych na karę śmierci. Wyrok ten nie był jednak prawomocny, ponieważ nie zatwierdził go Naczelny Wódz Polskich Sił Zbrojnych, gen. Kazimierz Sosnkowski.
Od maja 1943 był organizatorem 1 Polskiej Dywizji Piechoty im. Tadeusza Kościuszki. Awansowany został przez Józefa Stalina do stopnia generała brygady i wyznaczony na jej dowódcę. Dowodził dywizją w bitwie pod Lenino. W marcu 1944 został mianowany dowódcą 1 Armii Polskiej w ZSRR.
Był skonfliktowany z komunistami z tajnego Centralnego Biura Komunistów Polski przy Komitecie Centralnym WKP (b) w tym z Wandą Wasilewską. Zarzucali mu oni m.in. antysemityzm, dążenie do marginalizacji roli oficerów politycznych i błędne koncepcje polityczne. W tzw. Tezach numer 1 wysunął postulat, by powojenną Polską rządziło Wojsko Polskie z pominięciem partii politycznych – miał to być rząd oparty na wojsku i wyłoniony przez wojsko – spotkało się to ze zdecydowaną krytyką CBKP. Od tej pory był traktowany z nieufnością. Stanisław Radkiewicz mówił: „(...) wojsko wyślizguje się z naszych rąk. Nawet kontroli nie mamy, gdy Rola wyjeżdża, wszystko zostaje w ręku Berlinga”. Projektował utworzenie jednostek polskich bez udziału kadry oficerskiej z Armii Czerwonej, spotykając się z odporem Jakuba Bermana („Należy stanowczo sprzeciwić się tworzeniu jakichś specjalnych dywizji polskich, które mają być gwardią pretoriańską przyszłych zamachów stanu”).
30 stycznia 1944, podczas uroczystości żałobnych upamiętniających ofiary zbrodni katyńskiej w swoim przemówieniu nad mogiłami katyńskimi obarczył Niemców odpowiedzialnością za zbrodnię: Mamy obecnie broń w ręku, broń daną nam przez zaprzyjaźnionego sojusznika, przez Związek Radziecki, na który Niemcy nieudolnie usiłowali przerzucić zbrodnię tu przez nich dokonaną. Broń tę wykorzystać musimy dla wyzwolenia uciemiężonej Ojczyzny i dla pomszczenia tej wielkiej, niesłychanej zbrodni, której Niemiec tutaj dokonał. Znał prawdę o tych wydarzeniach, jednak z przyczyn politycznych nie ujawniał jej. W I części swoich wspomnień Z łagrów do Andersa pisanych w okresie PRL opisuje już mord katyński jako winę Sowietów: „Prawdopodobnie miały one (opór i nieprzejednane stanowisko polskich oficerów wobec ZSRR – przyp. red.) wpływ na podjętą w przyszłości decyzję władz radzieckich, w której skutku wynikła straszliwa katyńska tragedia”.
Na przełomie lipca i sierpnia 1944 dowodził 1 Armią Wojska Polskiego w trakcie działań połączonych z forsowaniem Wisły i próbą uchwycenia przyczółka pod Dęblinem i Puławami, w końcowej fazie operacji brzesko-lubelskiej. Od 22 lipca 1944 był zastępcą Naczelnego Dowódcy WP w stopniu generała dywizji. Podczas powstania warszawskiego, po zajęciu przez Armię Czerwoną i 1 Armię WP warszawskiej Pragi, wypełniając zarządzenie szefa sztabu 1 Frontu Białoruskiego gen. Michaiła Malinina (nakazujące 1 Armii WP wyjść do końca 15 września 1944 głównymi siłami na wschodni brzeg Wisły, jednocześnie prowadząc rozpoznanie rzeki, dokonać wyboru miejsca przeprawy desantowej, promowej i mostowej oraz przygotować się do forsowania rzeki w celu uchwycenia przyczółków na zachodnim brzegu w rejonie Warszawy), wydał rozkaz części podległych mu jednostek wojskowych (2 DP i 3 DP) przeprawić się na Czerniaków, Powiśle i Żoliborz, aby nawiązali kontakt z powstańcami i udzielili im pomocy wojskowej. Przy braku wystarczającej pomocy ze strony Armii Czerwonej (osłona lotnicza, wsparcie artyleryjskie, saperskie, środki przeprawy) – żołnierze polscy przeprawiali się na pontonach na lewy brzeg. Berling dopuścił się wówczas jednak kilku błędów operacyjnych. W trakcie trwania akcji, co było jedną z przyczyn porażki – wielokrotnie nadmiernie rozpraszał siły i środki oraz sprzęt, jakimi dysponował podczas akcji, źle kalkulował przydzielanie środków przeprawowych wojskom wchodzącym do akcji, wydzielał do przepraw zbyt małe siły, aby mogły być skuteczne w obronie na drugiej stronie Wisły, oraz wybierał często niewłaściwy czas, okoliczności i rejony forsowania rzeki Wisły. Berling nie zadbał także, by w skład grup forsujących rzekę weszła większa liczba oficerów sztabowych i członków dowództwa, którzy mogliby przejąć inicjatywę w dowodzeniu na uchwyconych przyczółkach.
Sam Zygmunt Berling był zwolennikiem współpracy z Armią Krajową i przyjmowania jej członków w szeregi Wojska Polskiego. 27 lipca 1944 wydał rozkaz wzywający do rozbrojenia oddziałów AL, AK oraz BCh i wstępowania w szeregi 1 Armii Wojska Polskiego. Instrukcja polityczna 1 Armii WP zapewniała: „Dla wszystkich żołnierzy AK są szeroko otwarte podwoje Wojska Polskiego, wszystkie stanowiska wojskowe i szkoły wojskowe”.
Osobistym rozkazem Stalina wydanym 30 września 1944 został odwołany ze stanowiska dowódcy 1 Armii WP. Powody odwołania nie są do końca znane – po wojnie zrodziła się legenda, iż była to reakcja na decyzję Berlinga w sprawie pomocy powstaniu warszawskiemu (podtrzymywana również przez samego Berlinga, co zaznacza w wydanych drukiem wspomnieniach), jednak zwolnienie ze stanowiska nastąpiło dopiero w dwa tygodnie po wydaniu rozkazu, który był znany szefowi sztabu 1 Frontu Białoruskiego gen. Malininowi, a sam Berling działał na mocy jego wcześniejszego zarządzenia. Wersji o samodzielnej decyzji Berlinga o pomocy powstaniu warszawskiemu nie potwierdził również marsz. Konstanty Rokossowski (wówczas dowódca 1 Frontu Białoruskiego, w ramach którego działała 1 Armia WP dowodzona przez Berlinga), który napisał w swoich wspomnieniach, iż o wszystkim wiedział i osobiście zatwierdził plan forsowania Wisły w rejonie Czerniakowa. Jest możliwe, iż rzeczywistą przyczyną odwołania były błędy dowódcze Berlinga w czasie ofensywy pod Dęblinem i Puławami oraz walka członków Biura Politycznego KC PPR i Polskiego Komitetu Wyzwolenia Narodowego o wpływy u Stalina. Decyzja Stalina w praktyce zakończyła polityczną karierę Berlinga.
Pozbawionego dowództwa nad wojskiem Berlinga Krajowa Rada Narodowa na wniosek jej przewodniczącego Bolesława Bieruta wyznaczyła 25 listopada 1944 szefem Polskiej Misji Wojskowej w Moskwie. Berling odmówił jednak przyjęcia tego stanowiska i skierował do Stalina list, w którym zaatakował swoich politycznych oponentów w kraju (różne są wersje jakie sformułowania zawierał: „Na kolanach błagam Was, zabierzcie tę bandę trockistów!” lub „Błagam Was, uratujcie Polskę dla Związku Radzieckiego z rąk trockistowskiej szajki międzynarodowego bandytyzmu!” odnosząc te słowa do Bermana, Minca i Zambrowskiego”). W odpowiedzi został wezwany do ZSRR i zmuszony do podjęcia studiów na Wojskowej Akademii Sztabu Generalnego Armii Czerwonej im. Klimienta Woroszyłowa w Moskwie. 15 grudnia 1944 na posiedzeniu PKWN przyjęto jednogłośnie uchwałę stwierdzającą, że „gen. Berling swoim postępowaniem ujawnił swoje wrogie demokracji polskiej oblicze, postawił siebie poza nawiasem demokracji polskiej walczącej o wyzwolenie Polski”.

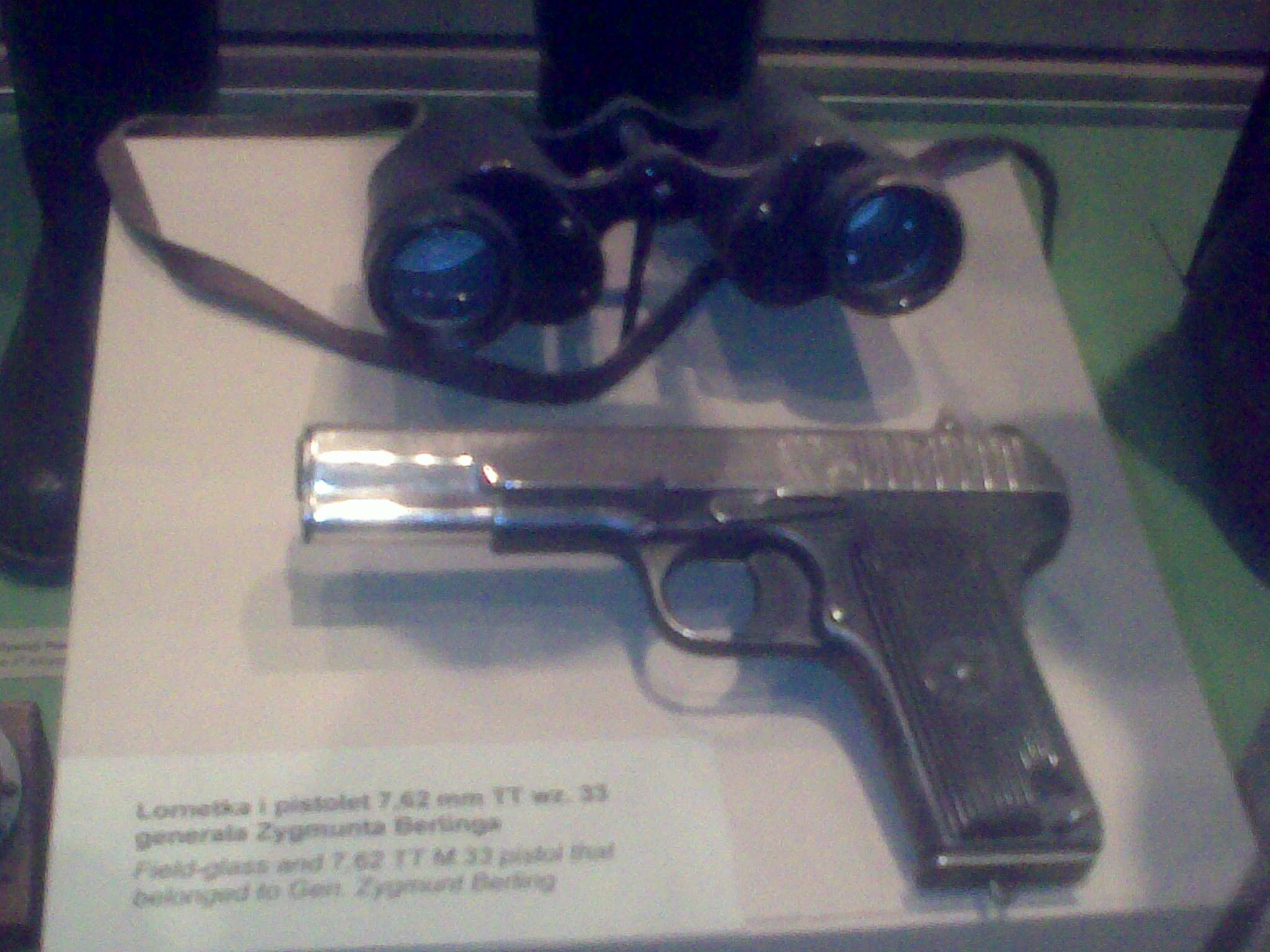
Pistolet i lornetka należące w czasie II wojny światowej do gen. Zygmunta Berlinga znajdujące się w zbiorach Muzeum Wojska Polskiego w Warszawie

### Polska Rzeczpospolita Ludowa
Otrzymał zgodę na powrót do Polski dopiero po sfałszowanych przez PPR wyborach do Sejmu Ustawodawczego i po podpisaniu przez siebie zobowiązania o niezabieraniu głosu w sprawach politycznych. 10 lutego 1947 wrócił do Polski. Ubiegał się o przyjęcie do PPR, jednak jego wniosek o członkostwo w partii został odrzucony. Zajął się organizowaniem Akademii Sztabu Generalnego. 12 kwietnia 1947 został powołany na stanowisko komendanta tej uczelni wojskowej, jednak 8 października 1947 został odwołany z zajmowanej funkcji. Ponownie kierował ASG w latach 1948–1953. W tym okresie kadrę naukową tej uczelni stanowiło wielu przedwojennych oficerów Wojska Polskiego, a także tych, którzy służyli w Armii Krajowej oraz Polskich Siłach Zbrojnych na Zachodzie (m.in. gen. Heliodor Cepa, gen. Józef Kuropieska, płk Jan Rzepecki, płk Franciszek Skibiński). W 1953, głównie z uwagi na zły stan zdrowia, przeszedł w stan spoczynku. W późniejszym okresie był podsekretarzem stanu w Ministerstwie Państwowych Gospodarstw Rolnych oraz w Ministerstwie Rolnictwa. Od 1957 do 1970 piastował stanowisko wiceministra leśnictwa – inspektora generalnego łowiectwa. Od 1957 zajmował także stanowisko prezesa Naczelnej Rady Łowieckiej Polskiego Związku Łowieckiego.

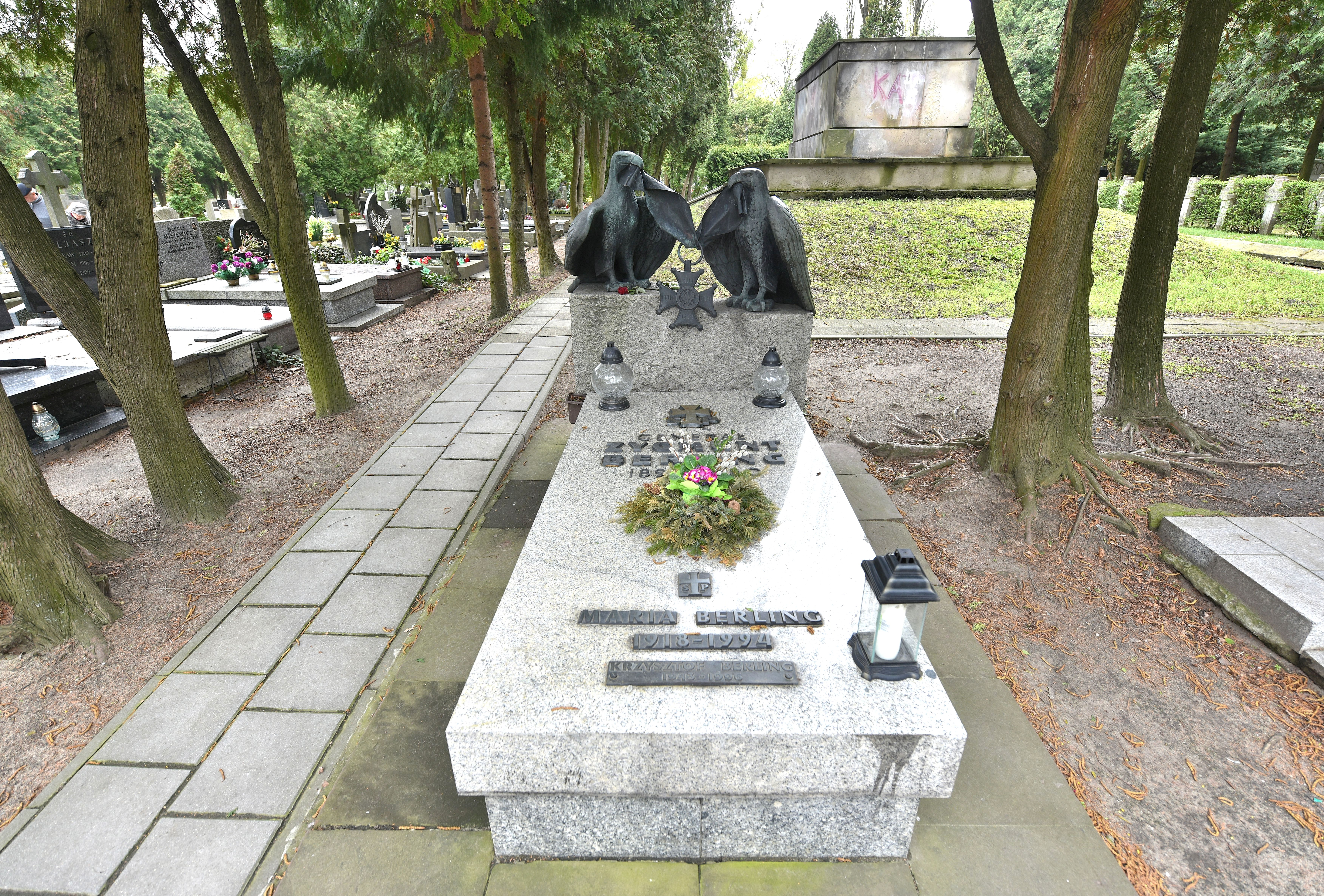
Grób gen. Zygmunta Berlinga i jego żony Marii na Cmentarzu Wojskowym na Powązkach w Warszawie

Dopiero w 1963 wstąpił do Polskiej Zjednoczonej Partii Robotniczej. Zasiadał we władzach Związku Bojowników o Wolność i Demokrację, gdzie był wiceprezesem Rady Naczelnej, honorowym przewodniczącym Klubu Kombatantów 1 Warszawskiej Dywizji Piechoty im. Tadeusza Kościuszki oraz honorowym prezesem Zarządu Wojewózkiego ZBoWiD w Nowym Sączu. Działał także w  Towarzystwie Łączności z Polonią Zagraniczną „Polonia” oraz w Polskim Towarzystwie Turystyczno-Krajoznawczym. Był honorowym przewodniczącym Towarzystwa Miłośników Ziemi Limanowskiej. 
Pochowany na Cmentarzu Wojskowym na Powązkach w Warszawie (kwatera 4A-1-29)

## Życie prywatne
30 stycznia 1920 dowódca Okręgu Generalnego „Kielce” zezwolił mu na zawarcie związku małżeńskiego z Kazimierą z domu Chodnikiewicz (1898–1981). Z tego związku urodziło się czworo dzieci. Jego córka z pierwszego małżeństwa, Krystyna Barbara (1927–2015), była sanitariuszką w powstaniu warszawskim.
20 czerwca 1934 Zygmunt Berling rozwiódł się z pierwszą żoną, a już 20 października tego samego roku w Turdzie poślubił Rumunkę, Jolandę Magyarosi. Rozwiódł się z nią po kilku miesiącach. Trzecią żoną była Maria Mika (1918–1994), sekretarka Wydziału Wojskowego ZG ZPP, z którą miał syna Krzysztofa (1943–1996).

## Awanse
- chorąży – 20 sierpnia 1915
- podporucznik – 1 listopada 1916
- porucznik – 1918
- kapitan – 1920 ze starszeństwem z 1 czerwca 1919
- major – 31 marca 1924 ze starszeństwem z 1 lipca 1923 i 82. lokatą w korpusie oficerów piechoty
- podpułkownik – 1932 ze starszeństwem z 1 stycznia 1931
- pułkownik – 1 maja 1943
- generał brygady – 10 sierpnia 1943
- generał dywizji – 22 lipca 1944
- generał broni – 7 października 1963[15]

## Ordery, odznaczenia i wyróżnienia
Otrzymał m. in. następujące odznaczenia i wyróżnienia:
- Order Budowniczych Polski Ludowej (1974)[62]
- Krzyż Wielki Orderu Odrodzenia Polski (1966)
- Order Krzyża Grunwaldu I klasy (uchwała KRN z 15 marca 1944)[63]
- Order Sztandaru Pracy I klasy (dwukrotnie: 1956 i 1964[64])
- Krzyż Komandorski z Gwiazdą Orderu Odrodzenia Polski
- Order Krzyża Grunwaldu III klasy
- Order Sztandaru Pracy II klasy
- Krzyż Złoty Orderu Wojskowego Virtuti Militari
- Krzyż Srebrny Orderu Wojskowego Virtuti Militari nr 6040 (17 maja 1922)[17][65]
- Krzyż Niepodległości (6 czerwca 1931)[66][67][68]
- Krzyż Walecznych (dwukrotnie, przed 1932)[68]
- Krzyż Walecznych (dwukrotnie po 1939)
- Złoty Krzyż Zasługi (10 listopada 1928)[69][68]
- Medal za Warszawę 1939–1945
- Medal za Odrę, Nysę, Bałtyk
- Medal Zwycięstwa i Wolności 1945
- Medal Komisji Edukacji Narodowej
- Złoty Medal „Za zasługi dla obronności kraju”
- Srebrny Medal „Za zasługi dla obronności kraju”
- Brązowy Medal „Za zasługi dla obronności kraju” (1967)[70]
- Odznaka Grunwaldzka
- Odznaka Kościuszkowska
- Medal im. Stanisława Staszica
- Złota odznaka honorowa „Za Zasługi dla Warszawy” (1969)[71]
- Złota Odznaka „Za pracę społeczną dla miasta Krakowa” (1973)[72]
- Złota Odznaka Miasta Krakowa
- Honorowa odznaka "Za zasługi dla Lubelszczyzny"
- Odznaka "Za Zasługi dla Kielecczyzny"
- Odznaka „Zasłużonemu Opolszczyźnie”
- Złota odznaka „Zasłużony w rozwoju Sądecczyzny” (1973)[73]
- Odznaka „Za Zasługi dla Województwa Nowosądeckiego”
- Odznaka "Za zasługi dla miasta i gminy Limanowa"
- Złota Tarcza Herbowa miasta Nowego Sącza
- Odznaka "Zasłużony dla Piaseczna"
- Order Lenina (ZSRR, dwukrotnie)
- Order Przyjaźni Narodów (ZSRR, 1973)
- Medal „Za zwycięstwo nad Niemcami w Wielkiej Wojnie Ojczyźnianej 1941–1945” (ZSRR)
- Medal jubileuszowy „Dwudziestolecia zwycięstwa w Wielkiej Wojnie Ojczyźnianej 1941–1945” (ZSRR)
- Medal jubileuszowy „25-lecia zwycięstwa w Wielkiej Wojnie Ojczyźnianej 1941–1945” (ZSRR, 1970)[74]
- Medal jubileuszowy „Trzydziestolecia zwycięstwa w Wielkiej Wojnie Ojczyźnianej 1941–1945” (ZSRR, 1975)[75]
- Medal Europy ze Złotą i Srebrną Palmą (Francja)
- Krzyż Komandorski z Gwiazdą Ruchu Oporu (od Francusko-Belgijskiego Związku Ruchu Oporu)
- Gwiazda Krzyża Walecznych (nadana przez Stowarzyszenie Polaków Członków Ruchu Oporu we Francji)
- Nagroda specjalna „Złoty Ekran” tygodnika „Ekran” za rok 1978 za relację dokumentalną „Ze wspomnień dowódcy” w realizacji Krzysztofa Pola (1979)[76]
- Tytuł honorowego obywatela Nowego Sącza (1973)[77]
- Tytuł honorowego obywatela Lublina
- Tytuł honorowego obywatela Opola
- Tytuł honorowego obywatela Leningradu

## Opinie o generale Berlingu
Stefan Kisielewski w liście pisanym do redaktora Kultury paryskiej Jerzego Giedroycia w 1962:

Oburza mnie zawsze, gdy we wspomnieniach emigracyjnych oficerów czy polityków pomijany jest czy spotwarzany np. generał Berling. Wszakże fakt, że ten z legionowych przecież formacji się wywodzący oficer pozostał w Rosji i potrafił znaleźć wspólny język z komunistami, miał dla losu Polski ważniejsze znaczenie polityczne (a więc i praktyczne, bo polityka decyduje o praktyce) niż działalność najbardziej bohaterskich oficerów polskich na Zachodzie.

## Upamiętnienie

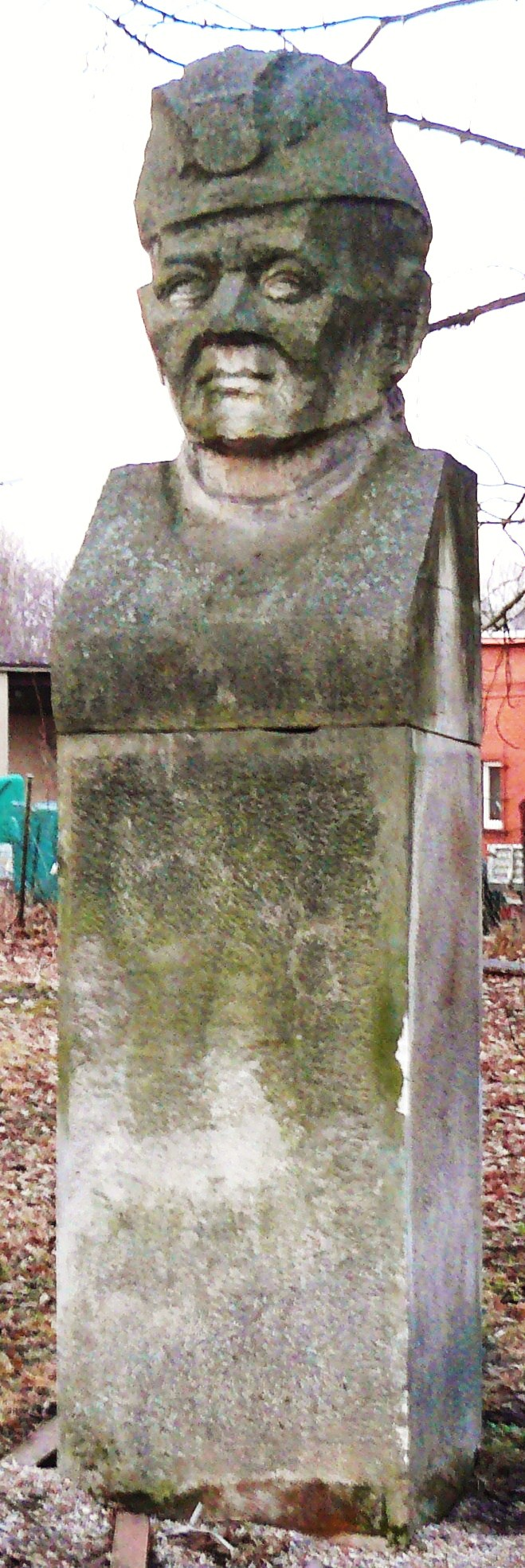
Pomnik Zygmunta Berlinga na Cytadeli w Poznaniu

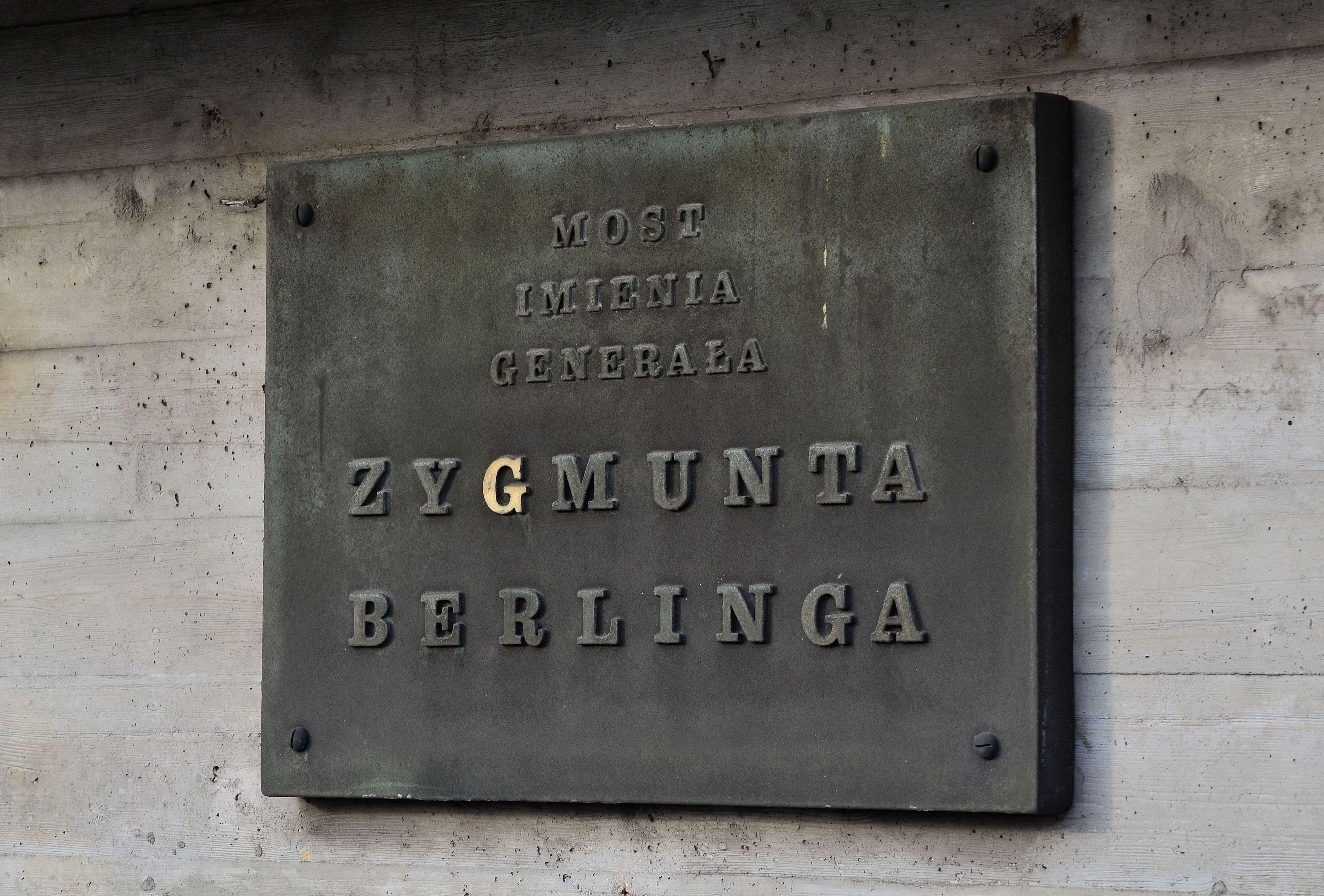
Jedna z tablic znajdujących się do marca 2015 na moście Łazienkowskim

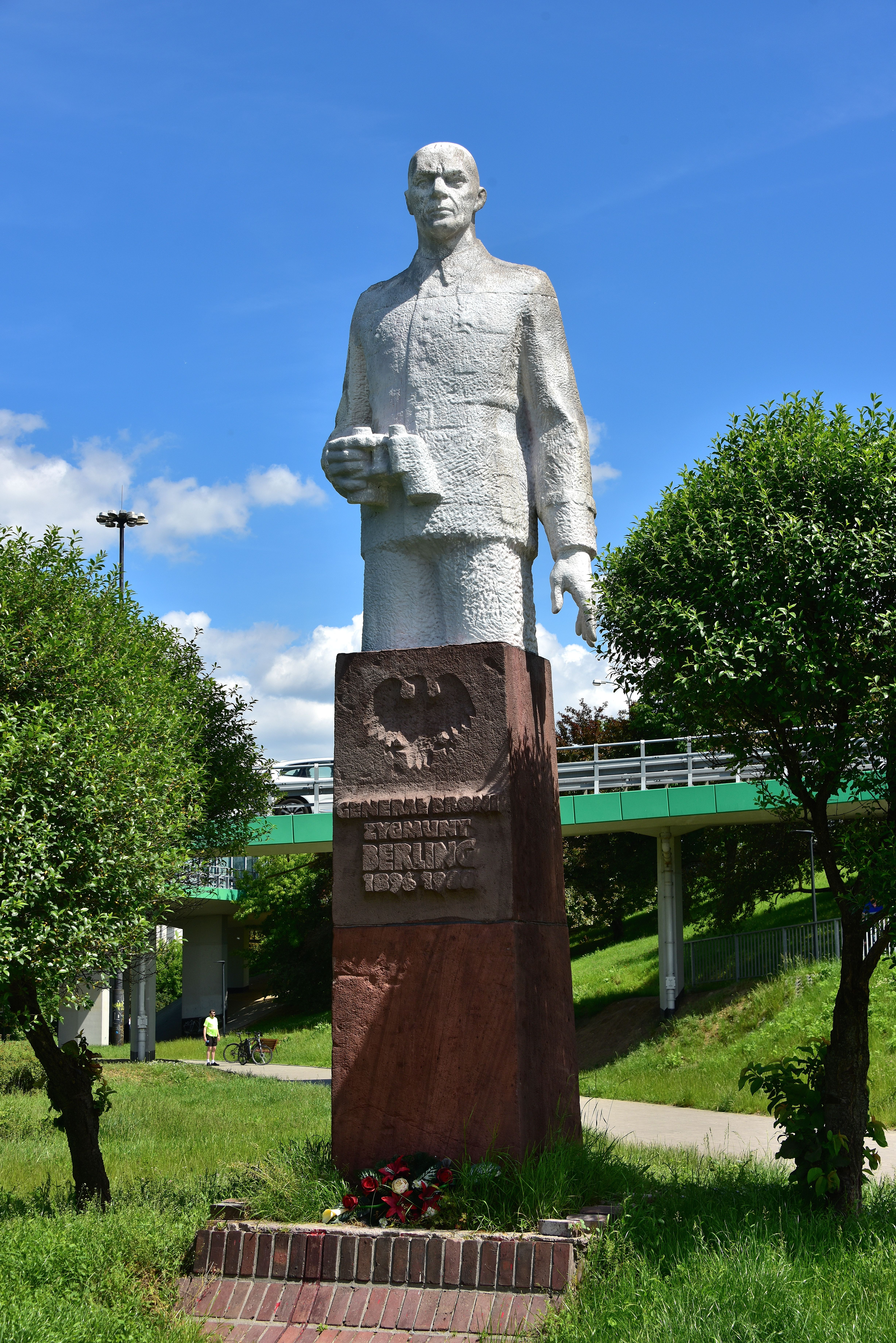
Nieistniejący pomnik Zygmunta Berlinga w Warszawie, znajdujący się do 4 sierpnia 2019 obok mostu Łazienkowskiego (noszącego również w latach 1981–1998 imię Berlinga)

Na cześć generała Berlinga nazwanych zostało wiele ulic, mostów, szkół i innych obiektów publicznych w całej Polsce, m.in. w latach 1981–1998 jego imię nosił most Łazienkowski. W 1985 w Warszawie odsłonięto jego pomnik. Po wejściu w 2016 w życie przyjętej przez Sejm RP tzw. ustawy dekomunizacyjnej pomnik został wskazany do usunięcia, co miało nastąpić do końca 2019. 4 sierpnia 2019 został przewrócony i rozbił się na kawałki. Zgodnie z opinią miejskiego konserwatora zabytków m.st. Warszawy nie będzie odbudowany, a jego pozostałości zostaną przekazane do muzeum. Przewodniczący Sojuszu Lewicy Demokratycznej Włodzimierz Czarzasty zaapelował 8 sierpnia 2019 do prezydenta Warszawy Rafała Trzaskowskiego o odbudowę pomnika, krytyczny stosunek do jego usunięcia wyraził również Bohdan Piętka, publicysta związanego z ruchem narodowym tygodnika „Myśl Polska”.
Pomnik Zygmunta Berlinga znajduje się również na Cytadeli w Poznaniu.
Postać generała Zygmunta Berlinga występuje w radzieckim filmie wojennym Żołnierze wolności (1977) w reż. Jurija Ozierowa, gdzie w postać tę wcielił się aktor Tadeusz Schmidt, a także w polskim film wojennym Do krwi ostatniej (1978) w reż. Jerzego Hoffmana. W jego rolę wcielił się tam aktor Wojciech Pilarski. W 1988 Roman Wionczek nakręcił film fabularny Generał Berling również z Wojciechem Pilarskim w roli głównej.
W 1981 został wybity medal upamiętniający Zygmunta Berlinga, wydany przez Mennicę Państwową, a zaprojektowany przez Edwarda Gorola.